# Персеверация
Персеверацията представлява състояние в медицината, при което индивидът продължително повтаря определени думи или действия дори когато те не са уместни или желателни.

## Разновидности

### Моторна персеверация
Моторната персеверация се характеризира с непрекъснато повтаряне на определени движения или жестове дори след като стимулът, предизвикал първоначалната реакция, вече не е налице.

### Речева персеверация
При речевата персеверация индивидът повтаря една и съща дума или фраза, която преди това е чул или е използвал като отговор на въпрос. Може да бъде предизвикана от определени стимули (например при заговаряне) или да се проявява без външни фактори.
Персеверацията обикновено е признак за мозъчно увреждане, което възпрепятства нормалното контролиране на действията. Може да се причини или влоши от посттравматичен стрес, от мозъчно увреждане вследствие на травма, от болестта на Алцхаймер, афазия, аутизъм, детско дезинтегративно разстройство, синдром на Аспергер, шизофрения и други.